# Пенко Герганов
Пенко Христов Герганов е български политик от БКП.

## Биография
Роден е на 27 ноември 1923 г. в ловешкото село Белиш. От 1938 г. е член на РМС, а от 1943 г. и на БКП. По време на Втората световна война е ятак на партизани. Арестуван е интерниран в лагер. След 9 септември 1944 г. започва работа във в. „Работническо дело“, както и в Окръжния комитет на БКП в Плевен. През 1960 г. е избран за секретар на Окръжния комитет в Плевен. Известно време е заместник-министър на земеделието. От 1965 г. е първи секретар на Окръжния комитет на БКП в Плевен. От 19 ноември 1966 до 25 април 1971 г. е кандидат-член на ЦК на БКП. В периода 25 април 1971 г. – 1990 г. е член на ЦК на БКП.